# NGC 2479
NGC 2479 је расејано звездано јато у сазвежђу Крма које се налази на NGC листи објеката дубоког неба.
Деклинација објекта је - 17° 42' 28" а ректасцензија 7h 55m 6,0s. Привидна величина (магнитуда) објекта NGC 2479 износи 9,6. NGC 2479 је још познат и под ознакама OCL 623, ESO 561-SC1.